# بلح البحر ثنائي الأسنان
بلح البحر ثنائي الأسنان (الاسم العلمي:Mytilus bidens) هو نوع من الحيوانات يتبع جنس بلح البحر من فصيلة بلحيات البحر البحرية.